# تبعید بزرگ

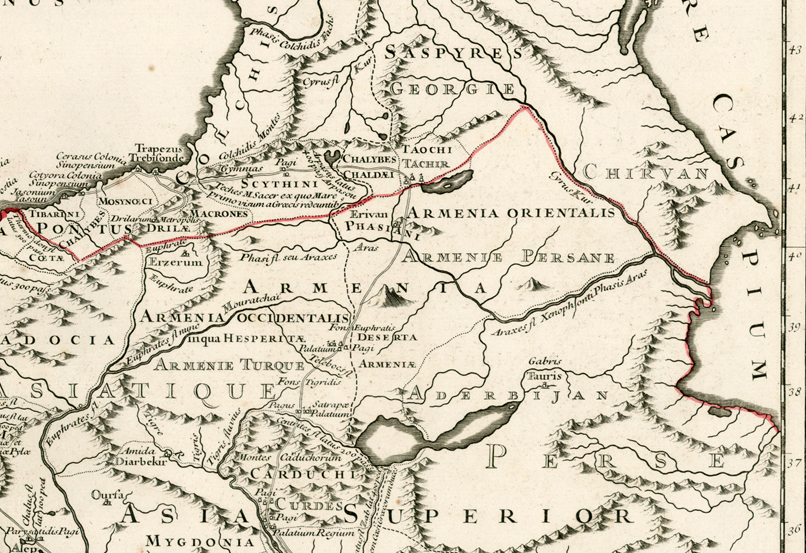
ارمنستان در نقشه ۱۷۴۰

تبعید بزرگ یا سورگون بزرگ (انگلیسی: Great Surgun) به تبعید جمعی و گسترده‌ای اشاره دارد که در تاریخ ارمنستان و مناطق پیرامون آن رخ داده است. یکی از معروف‌ترین وقایع مرتبط با این عبارت، تبعید ارمنیان از سرزمین‌های اجدادی خود توسط امپراتوری عثمانی است که در جریان نسل‌کشی ارمنی‌ها در سال‌های ۱۹۱۵ تا ۱۹۲۳ اتفاق افتاد. در این دوران، میلیون‌ها ارمنی از خانه و کاشانه خود آواره شدند و بسیاری به مناطق مختلف تبعید شدند. واژه "Surgun" خود به معنای تبعید و رانده شدن است و به‌طور خاص در مورد تبعیدهای اجباری و دسته‌جمعی استفاده می‌شود.
به تبعید اجباری جمعیت (عمدتاً ارمنیان) از ارمنستان شرقی به مناطق مرکزی و شمالی ایران صفوی اشاره دارد که در سال‌های ۱۶۰۴ تا ۱۶۰۵ به دستور شاهنشاه شاه عباس بزرگ، در دوران جنگ ایران و عثمانی (۱۶۰۳–۱۶۱۸) انجام شد.        
در این دوره، شاه عباس به منظور تضعیف نیروهای عثمانی در مناطق مرزی و جلوگیری از حمایت ارمنیان از عثمانی‌ها، دستور داد که بسیاری از ارمنیان از سرزمین‌های خود در ارمنستان شرقی به مناطق مختلف ایران تبعید شوند. این تبعید باعث شد تا جمعیت ارمنی در ایران به ویژه در مناطقی مانند اصفهان، تبریز و یزد به‌طور قابل توجهی افزایش یابد. در نتیجه، ارمنیان در این مناطق به عنوان یک گروه قومی و فرهنگی مهم و تأثیرگذار در تاریخ ایران شناخته شدند.
این تبعید، که به عنوان یکی از رویدادهای تلخ تاریخ ارمنیان یاد می‌شود، تأثیرات عمیقی بر روابط ارمنستان و ایران در قرون بعدی داشت.
در میان جمعیت تبعید شده (حدود ۳۵۰۰۰۰ نفر) بیشترین تعداد را ارمنی‌ها تشکیل می‌دادند.   بر اساس برآوردهای مختلف، تعداد ارمنی‌ها اخراج شده از 250000   تا ۳۰۰۰۰۰ نفر متغیر بود.     در این مدت شهرها و روستاهای ارمنی‌ها غارت و ویران شدند.   بسیاری از ارمنی‌ها به طرز وحشیانه ای کشته شدند، مورد خشونت قرار گرفتند یا در راه جان باختند، کمتر از نیمی از آنها در طول راهپیمایی زنده ماندند.    
این تبعید تصویر جمعیتی قومی ارتفاعات ارمنی را به شدت تغییر داد و درصد جمعیت ارمنی منطقه را به شدت کاهش داد.  تبعید دسته جمعی ارمنی‌ها آنها را به اقلیت در نخجوان (بخشی از جمهوری خودمختار آذربایجان نخجوان امروزی) تبدیل کرد و همچنین منجر به افزایش قابل توجه درصد مسلمانان (ترک‌ها و کردها) در سایر مناطق تاریخی از جمله منطقه آرتساخ شد. در حال حاضر بیشتر به عنوان قره باغ شناخته می‌شود.    

## تاریخچه
برای قرن‌ها، ارمنستان در معرض تهاجمات نظامی مستمر و حملات ویرانگر بود.   اولین پیروزهای اعراب در منطقه در دهه ۴۰ قرن هفتم آغاز شد.    بعدها، در آغاز قرن یازدهم، قبایل اوغوز-ترکمن از آسیای مرکزی حملات خود را آغاز کردند.  هم‌زمان با این رویدادها، به‌دلیل حملات مداوم امپراتوری بیزانس از یک سو و سلجوقیان از سوی دیگر، پادشاهی‌های ارمنی واسپوراکان و آنی نابود شدند. تا دهه ۷۰ قرن یازدهم (نبرد مانزیکرت)، سلجوقیان نفوذ خود را تقریباً به تمام خاک ارمنستان گسترش دادند، که این امر ضربه‌ای شدید به قوم ارمنی در منطقه وارد کرد. تا قرن سیزدهم، ارمنستان تحت حملات متعدد قبایل مسلمان و ترک‌تبار قرار گرفت.
پیش از این در دوران سلجوقیان، روند چند صد ساله به حاشیه راندن جمعیت ارمنی توسط عشایر بیگانه ترک در منطقه آغاز شده بود،       که به ویژه پس از تهاجم‌های تامرلن  در دوره حکومت مغول، ارمنستان غارت و ویران شد و غازان خان از اواخر قرن سیزدهم میلادی، جمعیت ارمنی را به ویژه از نخجوان و مناطق مجاور تحت آزار و اذیت شدید قرار داد.  توقتمش در سال ۱۳۸۵ ده‌ها هزار ارمنی را از آرتساخ، سیونیک و پارسکاهایک به اسارت برد.  حکومت مغول نیز تغییرات جمعیتی را که در دوران سلجوقیان آغاز شده بود تشدید کرد - جمعیت مسلمانان افزایش یافت، در حالی که جمعیت ارمنی کاهش یافت. طوایف بی شماری کوچ نشین برای چند قرن در مناطق حاصلخیز با مراتع وسیع نقل مکان کردند و ساکن شدند  و حاکمان قبیله ای آنها به تدریج اموال زمین داران ارمنی را تصاحب کردند و به آنها ظلم کردند. این امر منجر به مهاجرت اجباری دسته جمعی ارمنی‌ها به مکان‌های امن تر شد.
ویلیام روبروک که پس از حمله مغول از نخجوان دیدن کرد، می‌نویسد: 
"ابتدا به عنوان یکی از زیباترین شهرهای یک پادشاهی بزرگ ساخته و تزئین شد؛ اما مغولان (تاتارها) آن را تقریباً به بیابانی تبدیل کردند. پیش از آن، هشتصد کلیسای ارمنی در این شهر وجود داشت، اما اکنون تنها دو کلیسای کوچک باقی مانده و بقیه توسط ساراسن‌ها (مسلمانان) تخریب شده‌اند."
از قرن شانزدهم، جنگ‌های مداوم جنگ‌های ایران و عثمانی که برای تسلط بر قلمرو آن در جریان بود، خسارت زیادی به ارمنستان وارد کرد.   این کشور که بین دو امپراتوری متخاصم تقسیم شده بود، در بیشتر قرن شانزدهم به عنوان میدان نبرد آنها عمل می‌کرد و توسط سیاست زمین سوخته که هم توسط عثمانی‌ها و هم صفویان دنبال می‌شد ویران شد. بر اساس پیمان آماسیه که به جنگ ایران و عثمانی (۱۵۱۴–۱۵۵۵) پایان دادو مناطق مختلفی مانند سیواس به ارزروم، آلاشکرت، دیاربکر، وان، قهرمان مراش و موصل را ضمیمه کرد، و در مقابل، ایران صفوی به قیمت اراضی قفقاز و فرارود دست یافت.  
در سال ۱۵۷۸ جنگ جدید ترکیه و ایران (۱۵۷۸–۱۵۹۰) آغاز شد. ارتش عثمانی و ارتش ۱۰۰۰۰۰ نفری خانات کریمه به ارمنستان شرقی یورش بردند. لشکرکشی‌های ویرانگر در ماوراء قفقاز تا آغاز سال ۱۵۹۰ ادامه یافت. بخش قابل توجهی از مردم محلی کشته شدند، به بردگی رانده شدند یا فرار کردند (۶۰۰۰۰ نفر تنها از اریوان به بردگی رانده شدند).  
مورخ ارمنی قرن شانزدهم یووانیسیک کارتسی در مورد این وقایع می‌نویسد: 
"... یک فرمانده خاص به نام لالا با بسیاری از سربازان خود حرکت کرد و به منطقه ارارات رسید و ارمنی‌ها و مسلمانان، که تعدادشان به ۶۰ هزار نفر می‌رسید، را به جلو راند و آنها را به سرزمین رومی‌ها (امپراتوری روم شرقی) هدایت کرد."
در نتیجه جنگ، بر اساس عهدنامه فرهاد پاشا، ایران مجبور به واگذاری تبریز، شیروان و برخی از مناطق ارمنستان شرقی، آذربایجان و گرجستان (پادشاهی کرتلی و کاختی) شد.

## اخراج دسته جمعی و دلایل آن

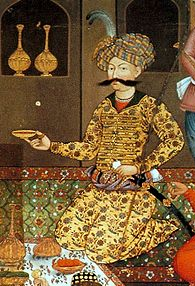
شاه عباس اول بزرگ

شاه عباس اول صفوی، که شکست را نمی‌پذیرفت، خواستار بازپس‌گیری اراضی واگذار شده به ترک‌ها در سال ۱۵۹۰ بود. او آغاز به اصلاح ارتش خود کرد، آن را به سبک اروپایی با کمک کارشناسان انگلیسی آموزش داد و در سال ۱۶۰۳ جنگ جدیدی را با امپراتوری عثمانی آغاز کرد.
در سالهای ۱۶۰۳–۱۶۰۵، سپاهیان شاه با شکست دادن ترکها در صوفیان، شهرهای نخجوان، تبریز، جلفا و اریوان را به تصرف خود درآوردند و بار دیگر غارت کردند.  اکثر ساکنان اریوان به اجبار جابه‌جا شدند. از تابستان ۱۶۰۴، قلمرو ارمنستان شرقی به‌طور سیستماتیک در معرض حمله‌های ویرانگر قرار گرفت.  در مورد نواحی دشت آرارات که با امپراتوری عثمانی مرز داشت، شاه عباس از تاکتیک «زمین سوخته» استفاده کرد. این تاکتیک به معنای جابجایی اجباری تمام ساکنان محلی به اعماق سرزمین‌های ایران و تخریب منطقه همراه با تمام اموال آن‌ها بود..  
شاه عباس هدف از این اقدام‌ها را کاهش جمعیت این مناطق و جابجایی جمعیت ارمنی به سرتاسر ایران قرار داد. از یک سو، او می‌خواست مرزهای غربی خود را از یک توطئه احتمالی عثمانی-ارمنی ایمن کند و از سوی دیگر، به‌دنبال استفاده از صنعتگران و بازرگانان ارمنی برای مقاصد تجاری خود بود.
در مرحله اول به دستور شاه تجمع ارمنی‌ها (از نخجوان، جلفا، سیونیک، سوان، لری، آباران، شیرکاوان، قارص، وان، آلاشکرت و بایازت) سازماندهی شد   در مکان‌های مشخص شده ارمنی‌ها رعیت وفادار شاه خود بودند و دستورهای او را اجرا می‌کردند و با اطلاع از نیت او به هر نحو ممکن از او می‌خواستند که حرکت خود را به دلیل نزدیک شدن زمستان به تعویق بیندازد. با این حال، درخواست‌های آنها از سوی شاه نادیده گرفته شد. 
به دنبال آن تمام دارایی‌های باقی مانده از جمعیت ارمنی تخریب شد، به طوری که نتوانستند توسط نیروهای عثمانی تصرف شوند.  هزاران نفر تنها هنگام عبور از رودخانه اراکس جان باختند. 
آراکل داوریژتسی، مورخ ارمنی قرن ۱۷، گزارش می‌دهد:  
شاه عباس به درخواست‌های ارمنی‌ها توجه نکرد. او نخبگان خود را فراخواند و از میان آن‌ها ناظرانی و راهنماهایی برای ساکنان کشور منصوب کرد، به‌طوری که هر شاهزاده با ارتش خود باید جمعیت یک گَور (استان) را اخراج می‌کرد. جمعیت شهر ایروان، منطقه آرارات و برخی از گَورهای نزدیک به امیرگون خان سپرده شد.
...
اما با نزدیک شدن پاییز، فرمانده عثمانی… ارتش بزرگی جمع‌آوری کرد و حمله‌ای شدید به شاه عباس در استان آرارات انجام داد. هنگامی که عباس دید که نمی‌تواند در برابر او مقاومت کند، از مکانی به مکان دیگر فرار کرد و کشور را آتش زد تا برای نیروهای ترکی هیچ پناهگاهی، غذایی و علوفه‌ای برای دام‌ها وجود نداشته باشد. او همچنین به سربازان خود دستور داد تا مردم ارمنی را به ایران منتقل کنند.
...

با ضربات شدید و با شتاب شدید، آن‌ها منطقه‌ای را که بین استان‌های شیراکاوان (شیراکاوان) و کارس و استان گوغتن قرار داشت، ویران کردند. در روزهای زمستان، آن‌ها ورده‌پت‌ها و اسقف‌ها، کشیش‌ها و رعایا، اشراف و عوام را از صومعه‌ها و خانه‌های خود در روستاها، شهرها، دیرها و سکته‌ها بیرون کشیدند و به سرعت در مقابل اسب‌هایشان پیش راندند، شمشیرهایشان را در دست گرفته و آنان را عجله می‌کردند، زیرا ارتش عثمانی به سرعت در تعقیب آن‌ها بود. وای بر این مصیبت! وای بر رنج، فقر و تلخی! زیرا هنگامی که مردم از خانه‌های خود رانده شدند، خانه‌ها را با تمام دارایی‌هایشان آتش زدند و صاحبان آن‌ها، در حالی که به پشت سر نگاه می‌کردند، شعله‌ها را در حال بلند شدن می‌دیدند. سپس آن‌ها با ناله‌ها و فریادهای شدید گریستند، با صدای بلند می‌سوختند و خاک بر سر می‌ریختند. هیچ کمکی پیدا نمی‌شد، زیرا فرمان شاه قاطع بود. سپس در مسیر، برخی از آن‌ها کشته شدند و برخی دیگر مجروح شدند، نوزادان را از دستان مادرانشان گرفتند و به سنگ‌ها پرت کردند تا مادران در مسیر راحت‌تر باشند.
بر اساس گفته‌های داوریژتسی، اخراج جمعیت از اوت ۱۶۰۴ آغاز شد و اوج آن در پاییز همان سال بود. تعداد جمعیتی که اخراج شدند، شامل منطقه‌ای از کوه‌های گارنی تا دهانه رود ارس بود.